# Francesc Bellmunt i Moreno
Francesc Bellmunt i Moreno   (Sabadell, 1 de febrer de 1947) és un director de cinema, guionista i productor català.

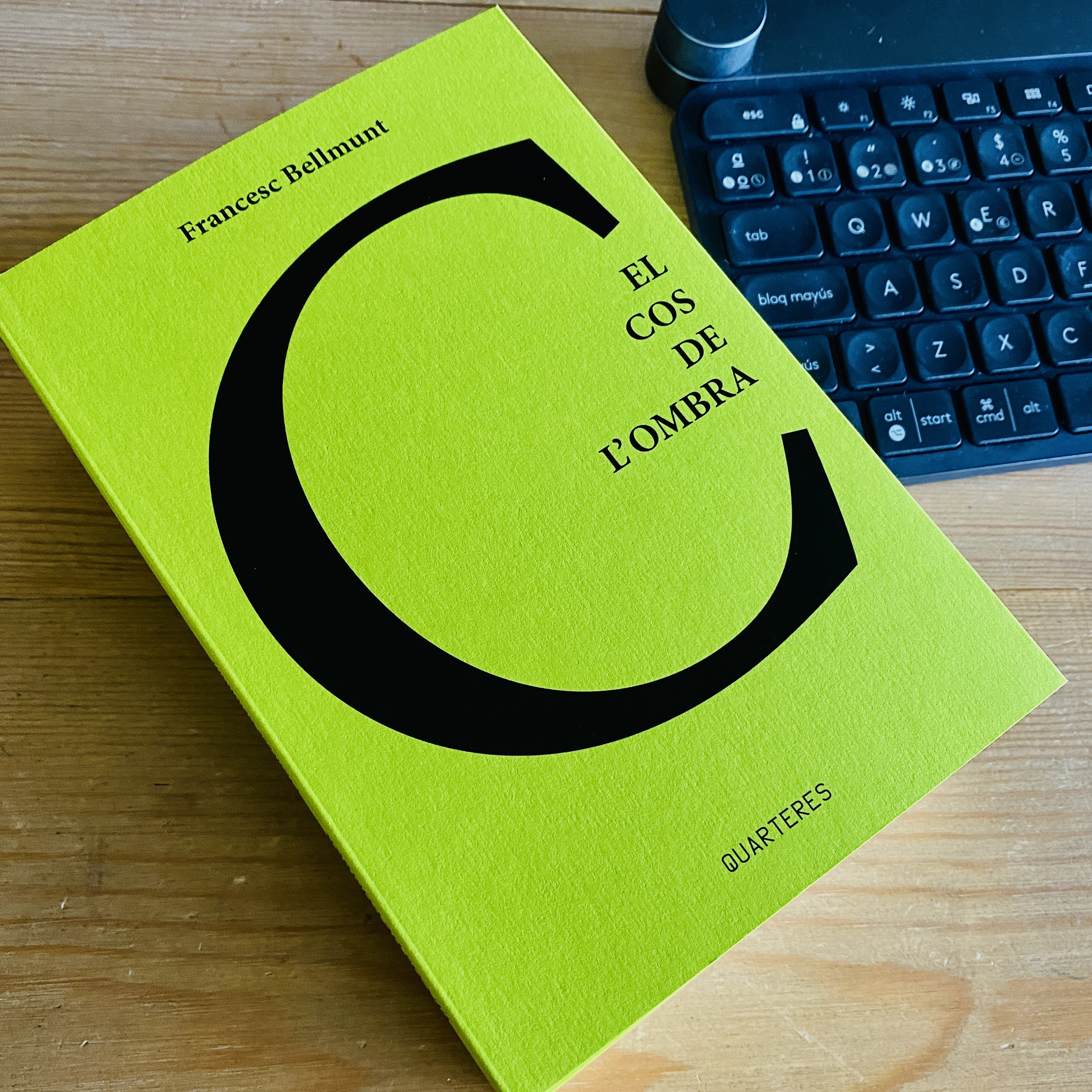
Exemplar del llibre de poesia "El cos de l'ombra" (editorial Tushita 2021)

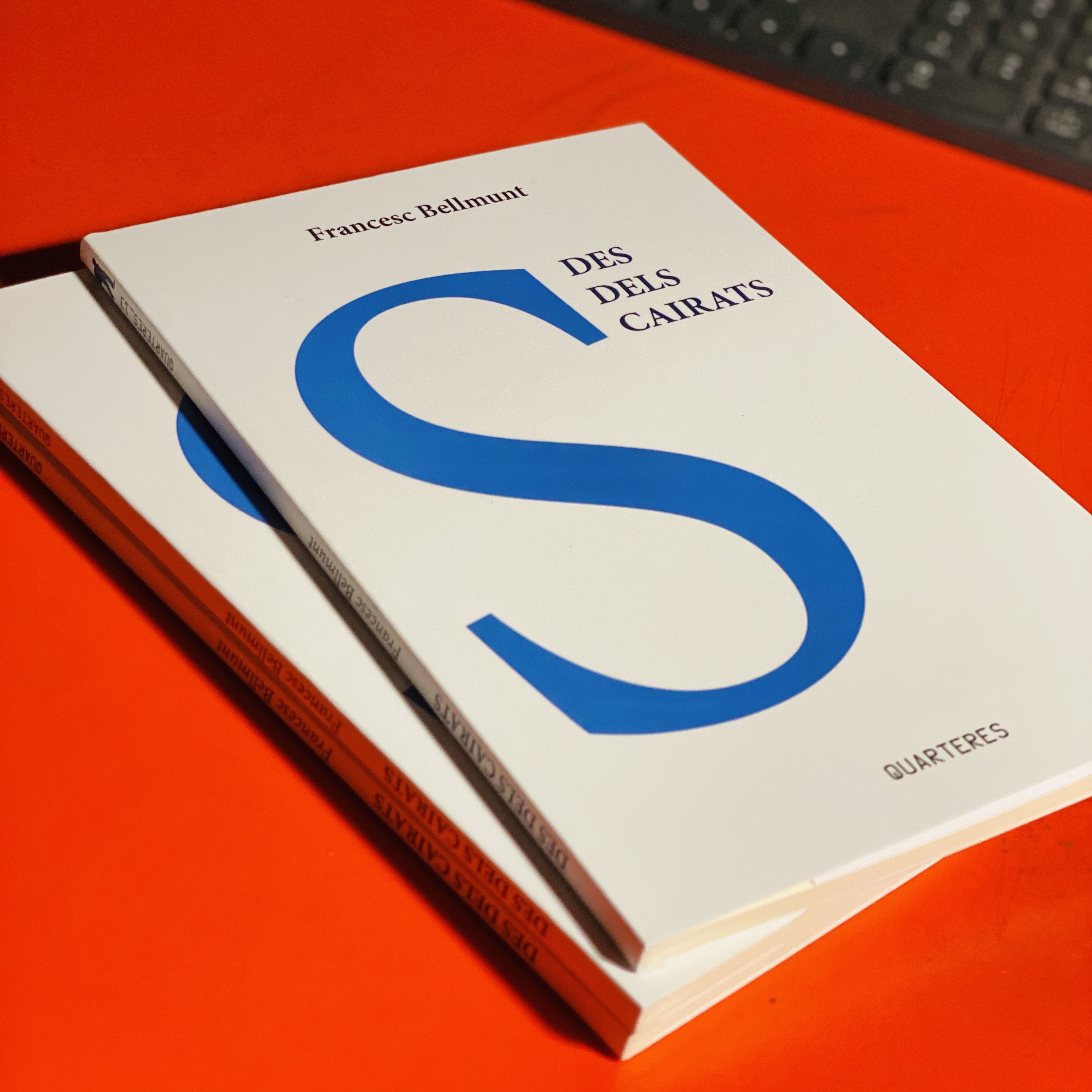
Segon poemari de Francesc Bellmunt, Des dels cairats (Tushita Edicions 2022)

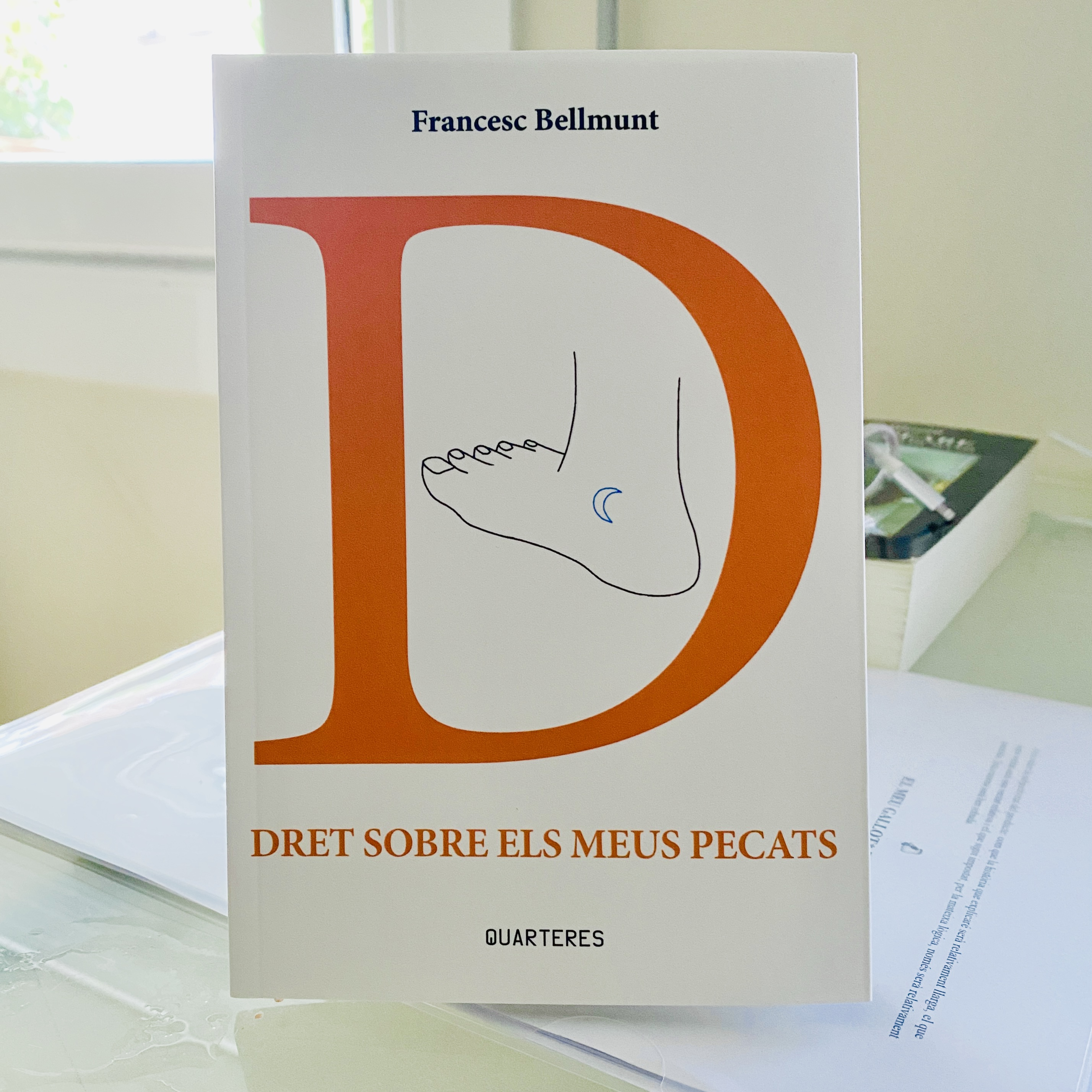
Tercer poemari, Dret sobre els meus pecats 2024

Ha intervingut com a director i guionista en vint llargmetratges dels que destaquen els documentals La Nova Cançó, Canet Rock i La Torna, les comèdies L'orgia, La ràdio folla, La quinta del porro, Pa d'àngel i Un parell d'ous a més de les ficcions històriques El complot dels anells i Monturiol, el senyor del mar. També ha dirigit les adaptacions cinematogràfiques de les novel·les de Ferran Torrent, Un negre amb un saxo i Gràcies per la propina. La seva pel·lícula més recent, Lisístrata (Lysistrata), és l'adaptació del còmic que el dibuixant alemany Ralf König va crear inspirant-se en el text antibel·licista d'Aristòfanes.
Ha produït per a televisió amb la productora Fairplay Produccions S.A. (1989) la comèdia de situació de tretze capítols Happy house(RTVE) i el 2006 la sèrie policíaca Àngels i Sants (TVC) de Pau Freixas.
Des de l'any 1974 participa en activitats de política cinematogràfica relacionades amb el cinema català com ara la fundació de l'Institut del Cinema Català (1974), del Col·legi de Directors de Cinema, de l'Oficina Catalana de Cinema , de l'associació de productors Barcelona Audiovisual, i del Col·legi de l'Audiovisual de Catalunya formant part de la seva Junta des del 2004. Del 2007 al 2012 ha estat conseller de la corporació de Radiotelevisió Espanyola proposat per Esquerra Republicana de Catalunya. L'any 2010 col·labora en la fundació del Cercle de Cultura, associació de la qual n'ha sigut el president des del maig de 2014 al juny de 2017.

## Poesia
L'octubre de 2021 publica a Tushita Edicions el llibre de poemes El cos de l'ombra amb pròleg de Xavier Bru de Sala i el setembre de 2022, amb la mateixa editorial, el segon poemari Des dels cairats. L'any 2024 ha publicat a la col·lecció Quarteres el seu tercer recull Dret sobre els meus pecats  amb pròleg de Josep Bargalló i Valls.
Soci de l'Associació d'Escriptors en Llengua Catalana i del PEN Català.

## Filmografia

### Com a director
- 1971, Pastel de Sangre (sketch)
- 1975, Robin Hood nunca muere
- 1975, Canet Rock documental
- 1975, La Nova Cançó (documental)
- 1977, La Torna (pel·lícula)
- 1978, L'Orgia
- 1979, Salut i força al canut
- 1980, La quinta del porro
- 1983, Pa d'àngel
- 1984, Un parell d'ous
- 1985, La ràdio folla
- 1988, El complot dels anells
- 1988, Un negre amb un saxo
- 1990, Rateta, rateta
- 1993, Monturiol, el senyor del mar
- 1995, Escenes d'una orgia a Formentera
- 1996, Gràcies per la propina
- 2000, Lisístrata (Lysistrata)[10]

### Com a productor
- 1988, El complot dels anells
- 1988, Un negre amb un saxo
- 1990, Rateta, rateta
- 1993, Monturiol, el senyor del mar
- 1995, Escenes d'una orgia a Formentera
- 1996, Gràcies per la propina
- 2000, Lisístrata (Lysistrata)

### Com a productor de televisió
- 1994, Quin curs, el meu tercer, telefilm (TVC)
- 1996, Junts, telefilm (TVC)
- 1999, Happy House, sèrie (RTVE)
- 2002, Nines russes, telefilm (TVC)
- 2006, Àngels i Sants, sèrie (TVC)
- 2007, Folie a deux, telefilm (TVC)
- 2008, Plou a Barcelona, telefilm (TVC)
- 2008, Peixos al desert, telefilm (TVC)
- 2008, Automàtics, telefilm (TVC)
- 2009, Rhesus, minisèrie (TVC)

### Com a documentalista
- 2016, Filmoteca de Catalunya[11]
- 2018, La Resposta[12]

## [13]Referències[14]
1. ↑  «Francesc Bellmunt i Moreno | enciclopèdia.cat». [Consulta: 10 maig 2021].
2. ↑  «Francesc Bellmunt - Biografía, mejores películas, series, imágenes y noticias». [Consulta: 31 desembre 2024].
3. ↑   «Canet Rock. Els temps estan canviant». Enderrock, 224, 6-2014, pp. 38-47.
4. ↑  Vall, Por Pere. «‘La orgía’: 40 años de un film “guarro”» (en espanyol europeu), 12-08-2016. [Consulta: 8 maig 2021].
5. ↑  Comas, Àngel. Diccionari de llargmetratges: el cinema a Catalunya després del franquisme.  Cossetània Edicions, 2003, p. 215. ISBN 8496035964.
6. ↑  «Happy House | Barcelona Film Commission». [Consulta: 8 maig 2021].
7. ↑  «Happy House (Serie de TV) (1999)» (en castellà). [Consulta: 8 maig 2021].
8. ↑  «Col·legi de Directors de Cinema de Catalunya | enciclopedia.cat». [Consulta: 16 febrer 2025].
9. ↑  Alorda, Jaume C. Pons. «Carnosos fruits singulars», 01-11-2024. [Consulta: 31 desembre 2024].
10. ↑  Comas, Àngel. Diccionari de llargmetratges: el cinema a Catalunya després del franquisme, 1975-2003.  Cossetània Edicions, 2003, p. 145. ISBN 8496035964.
11. ↑  «Filmoteca de Catalunya. Un recorregut per les nostres seus.». [Consulta: 9 maig 2021].
12. ↑  «Terrassa Cooperativa - La Resposta. Hi ha vida després del capitalisme?». [Consulta: 9 maig 2021].
13. ↑  «HISTÒRIA DEL CINEMA A CATALUNYA (1895-1990) *». Arxivat de l'original el 2021-09-29. [Consulta: 29 setembre 2021].
14. ↑  «EL COS DE L'OMBRA - Tushita Edicions». Arxivat de l'original el 2021-09-29. [Consulta: 29 setembre 2021].